# 38e cérémonie des Annie Awards
 (décembre 2012).
La 38e cérémonie des Annie Awards, organisée par l'Association internationale du film d'animation, s'est déroulée le 5 février 2011 à Los Angeles et a récompensé les films d'animations sortis en 2010.

## Palmarès

### Productions
- Meilleur film d'animation : Dragons (Dreamworks Animation)
- Meilleur court métrage d'animation : Jour Nuit (Pixar)
- Meilleure publicité animée : Children's Medical Center (DUCK Studios)
- Meilleure production animée pour la télévision : Kung Fu Panda : Bonnes Fêtes (DreamWorks Animation)
- Meilleure production animée jeunesse pour la télévision : SpongeBob SquarePants (Nickelodeon)
- Meilleur jeu vidéo animé : Limbo (Playdead)

### Récompenses individuelles
- Meilleurs effets animés pour une production animée : Brett Miller pour Dragons (Dreamworks Animation)
- Meilleure animation de personnage pour la télévision : David Pate pour Kung Fu Panda : Bonnes Fêtes (DreamWorks Animation)
- Meilleure animation de personnage pour le cinéma : Gabe Hordos pour Dragons (Dreamworks Animation)
- Meilleure animation de personnage pour un film en prises de vue réelles : Ryan Page pour Alice au pays des merveilles (Sony Pictures)
- Meilleur design de personnage pour la télévision : Ernie Gilbert pour T.U.F.F. Puppy (Nickelodeon)
- Meilleur design de personnage pour le cinéma : Nico Marlet pour Dragons (Dreamworks Animation)
- Réalisation pour la télévision : Tim Johnson pour Kung Fu Panda : Bonnes Fêtes (DreamWorks Animation)
- Réalisation pour le cinéma : Chris Sanders, Dean DeBlois pour Dragons (Dreamworks Animation)
- Meilleure musique pour la télévision : Jeremy Wakefield, Sage Guyton, Nick Carr, Tuck Tucker pour SpongeBob SquarePants (Nickelodeon)
- Meilleure musique pour le cinéma : John Powell pour Dragons (Dreamworks Animation)
- Meilleur production design pour la télévision : Richie Sacilioc pour Kung Fu Panda : Bonnes Fêtes (DreamWorks Animation)
- Meilleur production design pour le cinéma : Pierre Olivier Vincent pour Dragons (Dreamworks Animation)
- Meilleur storyboard pour la télévision : Fred Gonzales pour T.U.F.F. Puppy (Nickelodeon)
- Meilleur storyboard pour le cinéma : Tom Owens pour Dragons (Dreamworks Animation)
- Meilleure performance vocale pour la télévision : James Hong pour Mr. Ping dans Kung Fu Panda : Bonnes Fêtes (DreamWorks Animation)
- Meilleure performance vocale pour le cinéma : Jay Baruchel pour Hiccup dans Dragons (Dreamworks Animation)
- Meilleur scénario pour la télévision : Geoff Johns, Matthew Beans, Zeb Wells, Hugh Sterbakov, Matthew Senreich, Breckin Meyer, Seth Green, Mike Fasolo, Douglas Goldstein, Tom Root, Dan Milano, Kevin Shinick et Hugh Davidson pour Robot Chicken: Star Wars Episode III (ShadowMachine)
- Meilleur scénario pour le cinéma : William Davies, Dean DeBlois, Chris Sanders pour Dragons (Dreamworks Animation)

### Récompenses spéciales
- Winsor McCay Award : Brad Bird, Eric Goldberg, Matt Groening
- June Foray : Ross Iwamoto
- Ub Iwerks Award : Autodesk
- Special Achievement : Waking Sleeping Beauty (documentaire sur les studios Disney)

## Controverse avec les studios Disney
En août 2010, les studios Disney annoncent leur intention de ne plus présenter leurs films (incluant ceux du studio Pixar) aux cérémonies des Annie Awards. Edwin Catmull, actuel président de Disney et de Pixar, explique que Disney estime que les votes des Annie Awards sont biaisés. La compagnie a recherché des arrangements à l'amiable avec les organisateurs des Annie Awards pendant près d'un an, et a obtenu plusieurs mesures modifiant l'organisation des votes, mais ne les estime pas satisfaisantes. Disney critique notamment le fait que tout le monde peut s'inscrire, moyennant paiement, à l'ASIFA, et peut alors participer aux votes pour les Annie Awards ; or la compagnie DreamWorks Animation offre à chacun de ses nouveaux employés les cotisations nécessaires pour être membre de l'ASIFA. Les critiques envers les palmarès des Annie Awards estiment donc que le palmarès est biaisé en faveur des productions de DreamWorks Animation. Si les récompenses ne présentaient pas de biais particulier au cours des dix années précédentes, le palmarès 2009 avait suscité la surprise et la controverse en décernant seize récompenses à Kung Fu Panda, tandis que le film Pixar de l'année, WALL-E, ne s'en était vu décerner aucune.
Cependant, les artistes et employés de Disney et de Pixar ont été encouragés à rester membres de l'ASIFA et à participer aux votes comme ils l'entendaient. Le directeur de l'organisation des Annie Awards, Antran Manoogian, a indiqué que cela n'empêcherait pas les films de Disney et de Pixar d'être récompensés à l'avenir, car les règles des Annie Awards permettent au jury de proposer en compétition des films même lorsqu'ils n'ont pas été proposés dans les formes par leurs maisons de production.